# Stenaelurillus uniguttatus
Stenaelurillus uniguttatus là một loài nhện trong họ Salticidae.
Loài này thuộc chi Stenaelurillus. Stenaelurillus uniguttatus được Roger de Lessert miêu tả năm 1925.